# Infestació per ectoparàsits
Una infestació per ectoparàsits o ectoparasitosi és una malaltia parasitària causada per organismes que viuen principalment en la superfície de l'hoste.
Exemples:
- Sarna
- Pediculosi (polls)[1]
- Lernaeocera branchialis (cuc de bacallà)